# Hohengebraching
Hohengebraching ist ein Gemeindeteil und eine Gemarkung der Gemeinde Pentling im Landkreis Regensburg (Oberpfalz, Bayern).
Im Volksmund wird der Ort gemeinsam mit dem benachbarten Dorf Niedergebraching auch Gewekin (Gebraching) genannt.

## Lage
Das Pfarrdorf liegt in der gleichnamigen Gemarkung, zentral im Gemeindegebiet Pentling. Zusammen mit Niedergebraching erzeugt es den Eindruck eines geschlossenen Straßendorfes. Mit einer Höhe von 428 m ü. NHN ist es der höchstgelegene Ort südlich von Regensburg.

## Geschichte
Durch die Besetzung der Römer im Jahr 15. v. Chr. verschwand die keltische Stämmegruppe der Vindeliker aus der Region. Im 6. Jahrhundert sollen sich hier Siedler unter der Führung des Gebraich niedergelassen haben. Erstmals schriftlich wird die Ortschaft im Jahr 1031 mit der Bezeichnung „Ad Gebrichinga“ (lat. „zu Gebraich gehörend“) genannt.
1570 verkaufte Herzog Albrecht von Bayern ein Gut in Hohengebraching an Abt Blasius Baumgartner vom Kloster St. Emmeram. Dieser machte daraus Schloss Hohengebraching als Erholungsaufenthalt für sich und seine Klosterbrüder. 1727 erfolgt durch Fürstabt Anselm Godin de Tampezo ein Erweiterungsbau nach Osten, der als Sommerresidenz für die Äbte gedacht war. 
Im Jahr 1809 zieht die französische Armee unter General Louis-Nicolas Davout über Hohengebraching nach Regensburg. Napoleon soll oberhalb des Brennereiweihers gefrühstückt haben. Die plündernden Soldaten erbeuten Wertsachen und die Bauern des Dorfes leiden noch viele Jahre unter den Nachwirkungen der Kriegswirren.
Mit dem bayerischen Gemeindeedikt von 1818 entstand eine selbständige Gemeinde namens Hohengebraching mit den Teilorten
- Hohengebraching
- Niedergebraching
- Posthof

1843 werden eine Brauerei und eine Waldschenke errichtet. Der Gutsbetrieb wird in der Umgebung populär, das Dorf „Belustigungsort Hohengebraching“ genannt. Bei einem Volksfest 1852 war Bayerns König Maximilian II. Ehrengast.
In einem 1862 gebauten und 1891 erweiterten Schulhaus wird seit 1972 nicht mehr unterrichtet.
Nach dem Zweiten Weltkrieg wurden Vertriebene aus Schlesien und dem Sudetenland angesiedelt. Um 1950 wurde mit dem Bau einer Verbindungsstraße nach Niedergebraching begonnen. 
Im Zuge der Gebietsreform in Bayern wurde Hohengebraching 1977 mit Niedergebraching und der 1974 eingemeindeten Gemeinde Neudorf (Haidneudorf) in die Gemeinde Pentling eingegliedert. Erst 1996 erhielt Hohengebraching einen Anschluss an die Kanalisation. Durch die Ausweisung eines Neubaugebietes entstanden später sechzig Häuser am südlichen Ortsrand.

## Verkehr
Die Buslinie 16 des Regensburger Stadtverkehrs von Bad Abbach bis zum Hauptbahnhof Regensburg führt durch Hohengebraching. Die A 93 führt in etwa achthundert Metern Entfernung im Norden und Osten an Hohengebraching vorbei, die B 16 in etwa zwei Kilometern Entfernung im Nordwesten. 

## Baudenkmäler
Vier Baudenkmäler sind die katholische Pfarrkirche Mariä Himmelfahrt, ein ehemaliges Schul- und Mesnerhaus, der Pfarrhof und das Schloss Hohengebraching.

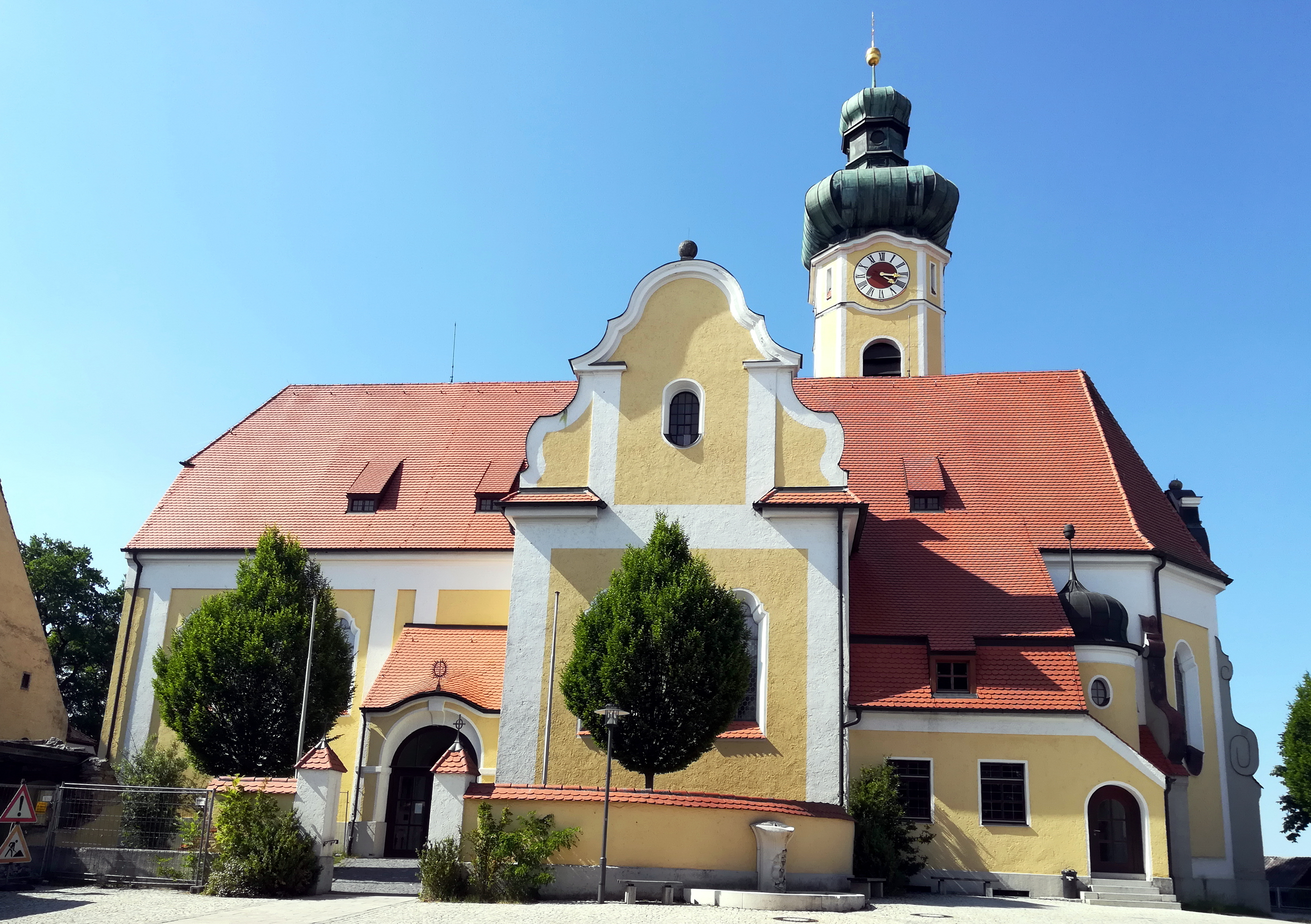
Katholische Pfarrkirche Mariä Himmelfahrt
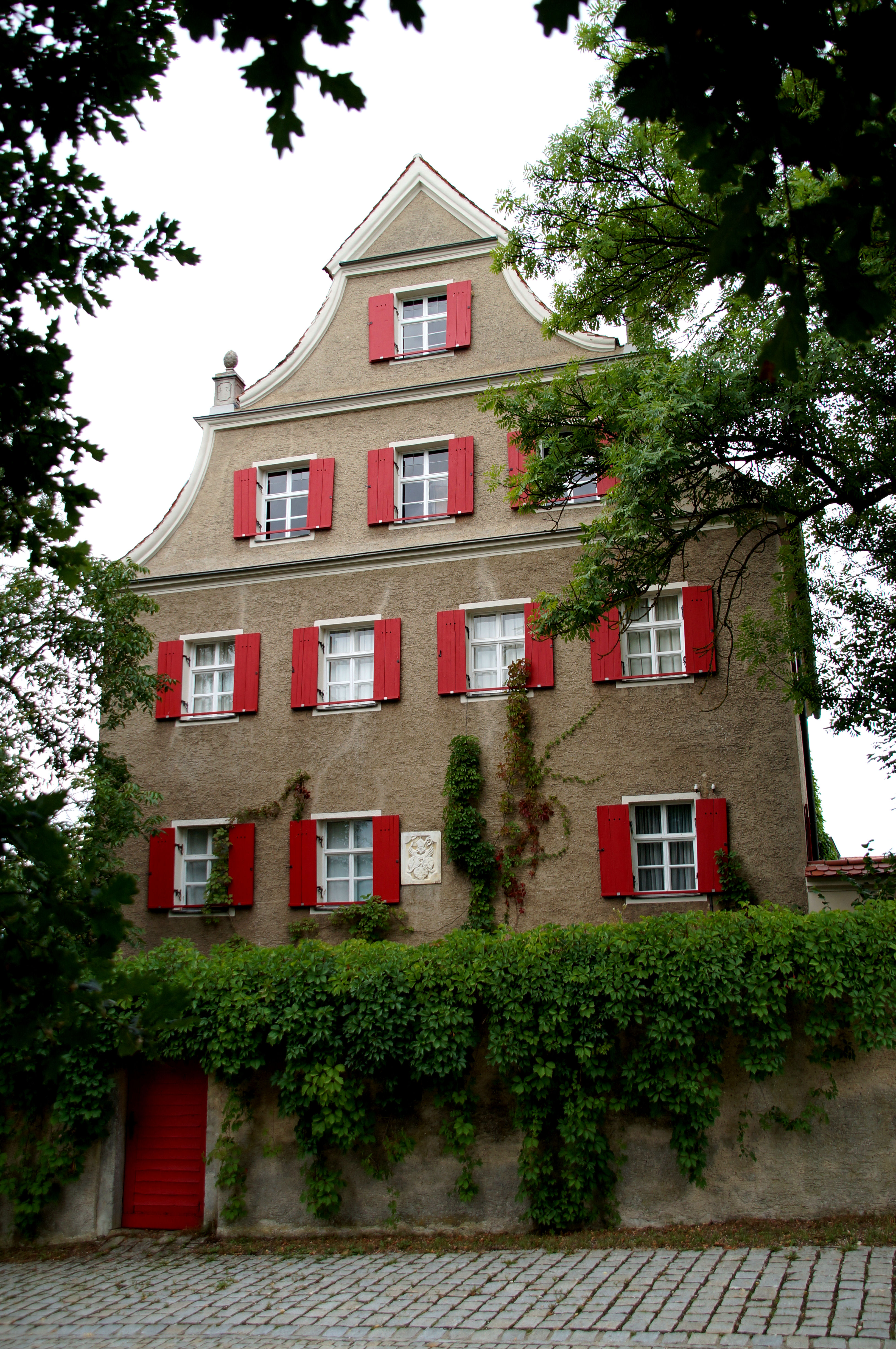
Schloss Hohengebraching
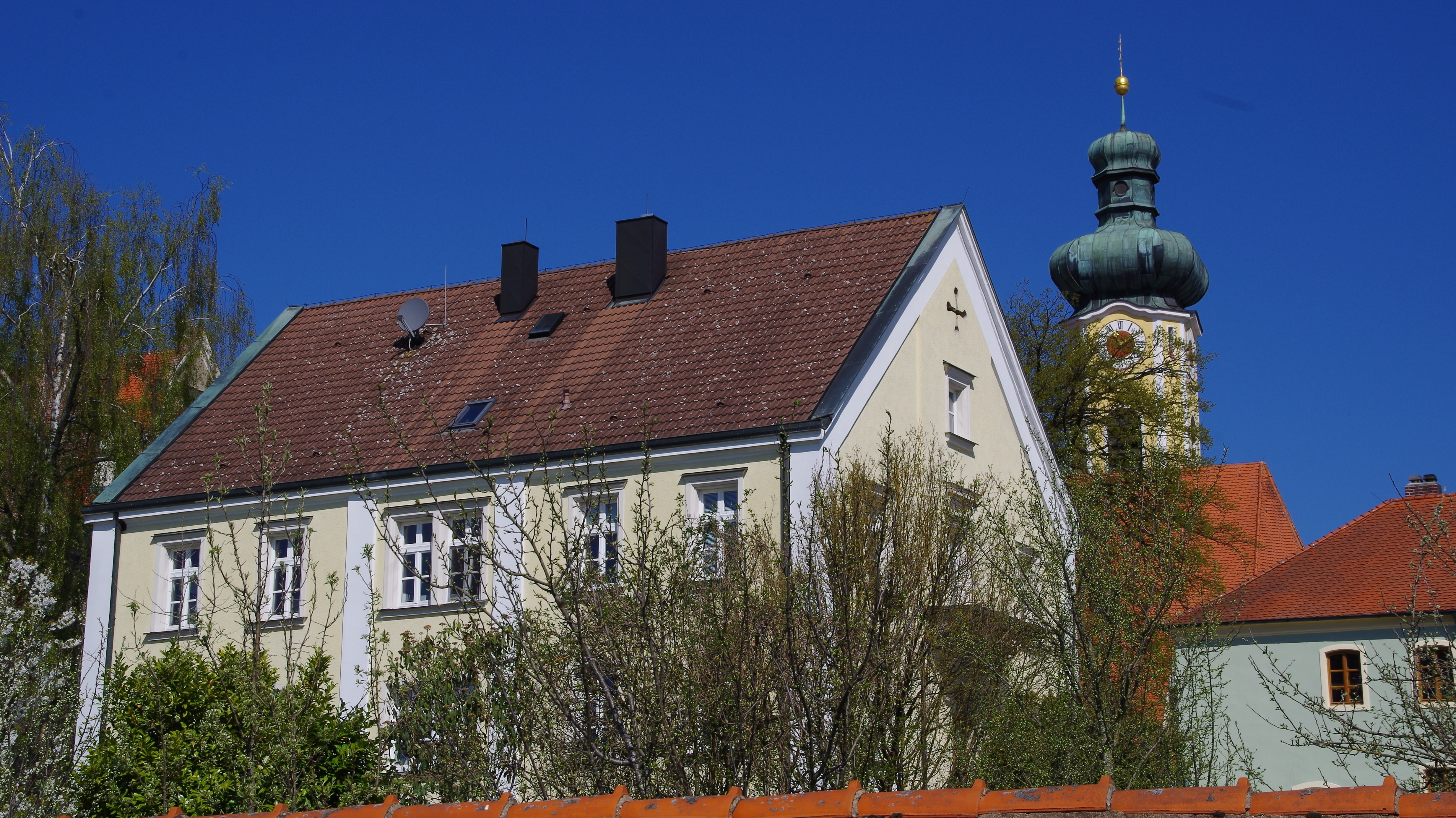
Pfarrhof